# Consorti dei sovrani di Modena e Reggio
Vedi: Duchi di Modena e Reggio.

## Consorti dei signori di Modena
Este (1288–1452) 
| Ritratto | Nome (nascita–morte)                         | Data del matrimonio      | Regno                              | Regno                             | Padre (Dinastia)                                       | Consorte         |
| Ritratto | Nome (nascita–morte)                         | Data del matrimonio      | Inizio                             | Fine                              | Padre (Dinastia)                                       | Consorte         |
| -------- | -------------------------------------------- | ------------------------ | ---------------------------------- | --------------------------------- | ------------------------------------------------------ | ---------------- |
|          | Costanza della Scala (1263 – 1306)           | 28 luglio 1289           | 28 luglio 1289                     | 20 febbraio 1293 morte del marito | Alberto I della Scala, Signore di Verona (Scaligeri)   | Obizzo II        |
|          | Beatrice da Camino (? – 1388)                | 1351                     | 30 marzo 1352 ascesa del marito    | 3 novembre 1361 morte del marito  | Rizzardo III da Camino (Caminesi)                      | Aldobrandino III |
|          | Verde della Scala (? – 1394)                 | 1362                     | 1362                               | 26 marzo 1388 morte del marito    | Mastino II della Scala, Signore di Verona (Scaligeri)  | Niccolò II       |
|          | Giovanna de' Roberti (? – 1393)              | 1388                     | 1388                               | 1393                              | ?                                                      | Alberto V        |
|          | Isotta Albaresani (1355 – maggio 1393)       | 1393                     | 1393                               | maggio 1393                       | Alberto Albaresani                                     | Alberto V        |
|          | Gigliola da Carrara (1379/82 – 1416)         | giugno 1397              | giugno 1397                        | 1416                              | Francesco II da Carrara, Signore di Padova (Carraresi) | Niccolò III      |
|          | Parisina Malatesta (1404 – 21 maggio 1425)   | 1418                     | 1418                               | 21 maggio 1425                    | Andrea Malatesta, Signore di Cesena (Malatesta)        | Niccolò III      |
|          | Ricciarda di Saluzzo (1410 – 16 agosto 1474) | 1429/31                  | 1429/31                            | 26 dicembre 1441 morte del marito | Tommaso III, Marchese di Saluzzo (Aleramici)           | Niccolò III      |
|          | Margherita Gonzaga (1418 – 3 luglio 1439)    | gennaio 1435             | 26 dicembre 1441 ascesa del marito | 3 luglio 1439                     | Gianfrancesco Gonzaga, Marchese di Mantova (Gonzaga)   | Leonello         |
|          | Maria d'Aragona (1425 – 9 dicembre 1449)     | 13 aprile/20 maggio 1444 | 13 aprile/20 maggio 1444           | 9 dicembre 1449                   | Alfonso V, Re d'Aragona (Trastámara d'Aragona)         | Leonello         |

## Duchesse di Ferrara, Modena e Reggio
Este (1452–1597) 
| Ritratto | Nome (nascita–morte)                                   | Data del matrimonio | Regno                             | Regno                            | Padre (Dinastia)                                           | Consorte   |
| Ritratto | Nome (nascita–morte)                                   | Data del matrimonio | Inizio                            | Fine                             | Padre (Dinastia)                                           | Consorte   |
| -------- | ------------------------------------------------------ | ------------------- | --------------------------------- | -------------------------------- | ---------------------------------------------------------- | ---------- |
|          | Eleonora di Napoli (22 giugno 1450 – 11 ottobre 1493)  | 3 luglio 1473       | 3 luglio 1473                     | 11 ottobre 1493                  | Ferdinando I, Re di Napoli (Trastámara di Napoli)          | Ercole I   |
|          | Lucrezia Borgia (18 aprile 1480 – 24 giugno 1519)      | 2 febbraio 1502     | 15 giugno 1505 ascesa del marito  | 24 giugno 1519                   | Papa Alessandro VI (Borgia)                                | Alfonso I  |
|          | Laura Dianti (1480 – 25 giugno 1573)                   | dopo il 1519        | dopo il 1519                      | 31 ottobre 1534 morte del marito | Francesco Boccacci Dianti                                  | Alfonso I  |
|          | Renata di Francia (25 ottobre 1510 – 12 giugno 1575)   | 28 giugno 1528      | 31 ottobre 1534 ascesa del marito | 3 ottobre 1559 morte del marito  | Luigi XII, Re di Francia (Valois-Orléans)                  | Ercole II  |
|          | Lucrezia de' Medici (7 giugno 1545 – 21 aprile 1562)   | 3 luglio 1558       | 3 ottobre 1559 ascesa del marito  | 21 aprile 1562                   | Cosimo I de' Medici, Granduca di Toscana (Medici)          | Alfonso II |
|          | Barbara d'Austria (30 aprile 1539 – 19 settembre 1572) | 5 dicembre 1565     | 5 dicembre 1565                   | 19 settembre 1572                | Ferdinando I, Imperatore del Sacro Romano Impero (Asburgo) | Alfonso II |
|          | Margherita Gonzaga (27 maggio 1564 – 6 gennaio 1618)   | 24 febbraio 1579    | 24 febbraio 1579                  | 27 ottobre 1597 morte del marito | Guglielmo Gonzaga, Duca di Mantova (Gonzaga)               | Alfonso II |

## Duchesse di Modena e Reggio
Este (1597–1796) 
| Ritratto | Nome (nascita–morte)                                                                                      | Data del matrimonio | Regno                              | Regno                             | Padre (Dinastia)                                                   | Consorte      |
| Ritratto | Nome (nascita–morte)                                                                                      | Data del matrimonio | Inizio                             | Fine                              | Padre (Dinastia)                                                   | Consorte      |
| -------- | --- | ------------------- | ---------------------------------- | --------------------------------- | ------------------------------------------------------------------ | ------------- |
|          | Virginia de' Medici (29 maggio 1568 – 15 gennaio 1615)                                                    | 6 febbraio 1586     | 27 ottobre 1597 ascesa del marito  | 15 gennaio 1615                   | Cosimo I de' Medici, Granduca di Toscana (Medici)                  | Cesare        |
|          | Maria Farnese (18 febbraio 1615 – 25 giugno 1646)                                                         | 11 gennaio 1631     | 11 gennaio 1631                    | 25 giugno 1646                    | Ranuccio I Farnese, Duca di Parma (Farnese)                        | Francesco I   |
|          | Vittoria Farnese (29 aprile 1618 – 10 agosto 1649)                                                        | 12 febbraio 1648    | 12 febbraio 1648                   | 10 agosto 1649                    | Ranuccio I Farnese, Duca di Parma (Farnese)                        | Francesco I   |
|          | Lucrezia Barberini (24 ottobre 1628 – 24 agosto 1699)                                                     | 14 ottobre 1654     | 14 ottobre 1654                    | 14 ottobre 1658 morte del marito  | Taddeo Barberini, Principe di Palestrina (Barberini)               | Francesco I   |
|          | Laura Martinozzi (27 maggio 1639 – 19 luglio 1687)                                                        | 27 maggio 1655      | 14 ottobre 1658 ascesa del marito  | 16 luglio 1662 morte del marito   | Girolamo Martinozzi                                                | Alfonso IV    |
|          | Margherita Maria Farnese (24 novembre 1664 – 17 giugno 1718)                                              | 14 luglio 1692      | 14 luglio 1692                     | 6 settembre 1694 morte del marito | Ranuccio II Farnese, Duca di Parma (Farnese)                       | Francesco II  |
|          | Carlotta Felicita di Brunswick-Lüneburg (8 marzo 1671 – 29 settembre 1710)                                | 11 febbraio 1696    | 11 febbraio 1696                   | 29 settembre 1710                 | Giovanni Federico, Duca di Brunswick-Lüneburg (Brunswick-Lüneburg) | Rinaldo       |
|          | Carlotta Aglaia d'Orléans (20 ottobre 1700 – 19 gennaio 1761)                                             | 21 giugno 1720      | 26 ottobre 1737 ascesa del marito  | 19 gennaio 1761                   | Filippo II, Duca d'Orléans (Borbone-Orléans)                       | Francesco III |
|          | Maria Teresa Cybo-Malaspina Duchessa di Massa, Principessa di Carrara (29 giugno 1725 – 29 dicembre 1790) | 16 aprile 1741      | 22 febbraio 1780 ascesa del marito | 29 dicembre 1790                  | Alderano I Cybo-Malaspina, Duca di Massa (Cybo-Malaspina)          | Ercole III    |

 Asburgo-Este (1814–1859) 
| Ritratto | Nome (nascita–morte)                                           | Data del matrimonio | Regno                             | Regno                               | Padre (Dinastia)                             | Consorte     |
| Ritratto | Nome (nascita–morte)                                           | Data del matrimonio | Inizio                            | Fine                                | Padre (Dinastia)                             | Consorte     |
| -------- | -------------------------------------------------------------- | ------------------- | --------------------------------- | ----------------------------------- | -------------------------------------------- | ------------ |
|          | Maria Beatrice di Savoia (6 dicembre 1792 – 15 settembre 1840) | 20 giugno 1812      | 15 luglio 1814 ascesa del marito  | 15 settembre 1840                   | Vittorio Emanuele I, Re di Sardegna (Savoia) | Francesco IV |
|          | Adelgonda di Baviera (19 marzo 1823 – 28 gennaio 1914)         | 20 marzo 1842       | 21 gennaio 1846 ascesa del marito | 11 giugno 1859 conquista piemontese | Ludovico I, Re di Baviera (Wittelsbach)      | Francesco V  |